# Победа (Белыничский район)
Побе́да (бел. Пабеда) — упразднённый сельский населённый пункт, бывшая деревня в составе Ланьковского сельсовета Белыничского района Могилёвской области Республики Беларусь.

## Население
- 2010 год — 0 человек